# Biais de sélection
Ne doit pas être confondu avec Biais de confirmation.
Dans une étude statistique, le terme biais de sélection désigne une erreur systématique faite lors de la sélection des sujets à étudier. Ce terme regroupe tous les biais pouvant conduire à ce que les sujets effectivement observés lors d'une enquête ne constituent pas un groupe représentatif des populations censées être étudiées et ne permettent donc pas de répondre aux questions posées dans le protocole. Les biais de sélection se produisent lors de l'échantillonnage, c'est-à-dire lors de la sélection d'un échantillon représentatif de la population étudiée. Ils sont liés aux critères d'inclusion des individus dans l'étude et se produisent lorsque les sujets inclus dans l'étude ne constituent pas un groupe représentatif de la population cible.
Dans le domaine de la santé, un biais de sélection aura lieu si après constitution dudit groupe, il y a ce que l'on nomme des « perdues de vues », c'est-à-dire des personnes ayant quitté l'enquête épidémiologique en cours.